# Agenda 21 de la cultura

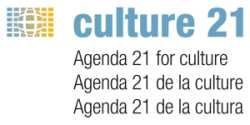
Logo Agenda 21 de la cultura

L'Agenda 21 de la cultura és el document de referència dels governs locals per elaborar polítiques culturals. Es basa en els principis de la diversitat cultural, els drets humans, el diàleg intercultural, la democràcia participativa, la sostenibilitat i la pau.

## Història
El setembre de 2002, durant la primera Reunió Pública Mundial de Cultura, celebrada a Porto Alegre, va aparèixer la idea de redactar un document orientador de les polítiques culturals locals, que fos equiparable al que l'Agenda 21 va significar per al medi ambient el 1992.
Després de quasi dos anys de treball, el document final es va aprovar el 8 de maig de 2004 a Barcelona, durant el IV Fòrum d'Autoritats Locals per a la Inclusió Social de Porto Alegre, en el marc del primer Fòrum Universal de les Cultures. El 15 de setembre del mateix any es va presentar a UN-HABITAT i a la UNESCO. A partir d'octubre d'aquest mateix any, l'organització mundial Ciutats i Governs Locals Units (CGLU) (l'ONU de les ciutats) va assumir la coordinació de l'Agenda 21 de la cultura. CGLU és l'associació d'ajuntaments més gran del món, fundada el maig de 2004 per defensar la democràcia i l'autonomia local i per poder sentir la veu de les ciutats en els fòrums internacionals.
Dins de CGLU, la Comissió de cultura gestiona l'Agenda 21 de la cultura, que des de setembre de 2012 està presidida per Lille-Métropole, copresidida per les ciutats de Buenos Aires, Mèxic DF i Mont-real, i vicepresidida per Angers, Barcelona i Milà. D'altra banda, es va acordar convidar tres ciutats més (una d'Àfrica, una altra d'Orient Mitjà/Àsia Occidental i una d'Àsia/Pacífic) a formar part de les vicepresidències de la Junta Directiva). Anteriorment, fins al setembre de 2012, la Comissió de Cultura fou presidida per l'Ajuntament de Barcelona, i vicepresidida pels ajuntaments d'Estocolm, Lilla, i Buenos Aires i Mont-real.
El 2009, CGLU va crear el Fons per a la Governança Local de la Cultura, promogut per la Comissió de Cultrua i el Secretariat Mundial de CGLU i l'Ajuntament de Barcelona, i el suport de l'AECID – Agencia Española de Cooperación Internacional para el Desarrollo. La convocatòria de 2010 del Fons, dotada amb 675.000 euros, es va obrir a projectes des ciutats i governs locals, membres directes o indirectes de CCGLU, de països d'Àfrica, Amèrica Llatina i el Mediterrani que havien d'estar basats en l'Agenda 21 de la cultura, document de referència de CGLU per a les polítiques culturals locals. Aquesta convocatòria va tenir molta repercussió: 78 expressions d'interès, 26 projectes lliurats i 11 projectes guanyadors.
En el marc de les seves tasques d'anàlisi i recerca, l'Agenda 21 de la cultura ha publicat, des del 2006, els següents informes:
- Políticas locales para la diversidad cultural (setembre 2006)
- Cultura, gobiernos locales y Objetivos de Desarrollo del Milenio (juny 2009)
- La Agenda 21 de la cultura en Francia. Estado de la cuestión y perspectivas (octubre 2008)
- Cultura y desarrollo sostenible: ejemplos de innovación institucional y propuesta de un nuevo modelo de política cultural (setembre 2009)
- Ciudades, culturas y desarrollos. Un informe que celebra el quinto aniversario de la Agenda 21 de la cultura (octubre 2009)
- Río+20 y cultura. Abogando por la cultura como pilar de la sostenibilidad (desembre 2012)

Al voltant de 350 ciutats, governs locals i organitzacions de tot el món estan vinculats a l'Agenda 21 de la cultura.

## Continguts
L'Agenda 21 de la cultura parteix de la idea que la cultura realitza una contribució molt important al desenvolupament humà i aporta valors com la creativitat, la diversitat, la memòria o la ritualitat, cada vegada més necessaris perquè cada individu pugui desplegar la llibertat. L'Agenda 21 de la cultura conté 67 articles, articles estan estructurats en principis, compromisos i recomanacions i centrats en 5 temes: 
1. Cultura i drets humans
2. Cultura i governança
3. Cultura, sostenibilitat i desenvolupament
4. Cultura i inclusió social
5. Cultura i economia

El document està disponible en albanès, alemany, àrab, búlgar, català, espanyol, francès, gallec, anglès, italià, japonès, persa, polonès, rus, serbi (serbocroat), suec, ucraïnès i turc.

## Cultura i desenvolupament
L'Agenda 21 de la cultura és una eina per potenciar el paper de la cultura en les polítiques urbanes i és també l'eina per convertir els temes culturals en el quart pilar del desenvolupament sostenible. En efecte, el model de tres pilars del desenvolupament sostenible (medi ambient, inclusió social i economia), o bé no inclou la cultura, o bé la considera un element instrumental. Per aquest motiu, l'Agenda 21 de la cultura proposa reforçar les polítiques locals, afirmant tant la importància d'unes polítiques culturals sòlides i autònomes, com l'establiment de ponts amb altres àmbits de la governança local, i integrar la cultura com un element fonamental del nostre model de desenvolupament i fer serva la idea proposta per l'investigador i activista australià Jon Hawkes a la seva obra The Fourth Pillar of Sustainability. Culture's Essential Role in Public Planning.
L'extensa labor i l'activisme de l'Agenda 21 de la cultura van portar al Bureau Executiu de CGLU a liderar l'elaboració del document d'orientació política “La cultura es el cuarto pilar del desarrollo sostenible”, que es va aprovar el dia 17 de novembre de 2010, en el marc de la Cimera Mundial de Líders Locals i Regionals – 3r Congrés Mundial de CGLU, que es va celebrar a Ciutat de Mèxic. Aquest document inaugura una nova perspectiva i apunta a la relació entre cultura i desenvolupament sostenible a través d'un doble angle: desenvolupant una sòlida política cultural i apostant perquè hi hagués una dimensió cultural en totes les polítiques públiques.
D'altra banda, des de la Comissió de cultura de CGLU s'ha treballat perquè la cultura s'integrés de manera explícita en els programes de desenvolupament de l'Organització de les Nacions Unides que tenen com a objectiu aconseguir els Objectius de Desenvolupament del Mil·lenni. Després d'algunes accions de sensibilització, durant la Cimera dels Objectius del Mil·lenni, l'Assemblea general de l'ONU va aprovar el document final de la cimera que menciona la cultura com a dimensió important del desenvolupament.